# Athysanella valla
Athysanella valla är en insektsart som beskrevs av Blocker 1990. Athysanella valla ingår i släktet Athysanella och familjen dvärgstritar. Inga underarter finns listade i Catalogue of Life.